# Anopheles culicifacies
Anopheles culicifacies este o specie de țânțari din genul Anopheles, descrisă de Giles în anul 1901. Conform Catalogue of Life specia Anopheles culicifacies nu are subspecii cunoscute.